# Aeranthes caudata
Aeranthes caudata Rolfe, 1901 è una pianta della famiglia delle Orchidacee, endemica del Madagascar e delle isole Comore.

## Descrizione
È una orchidea epifita, con fusto legnoso eretto, lungo circa 15 cm, a crescita monopodiale, (ossia con un solo "piede" vegetativo) e privo di pseudobulbi, provvisto di radici aeree, di consistenza carnosa, raggruppate alla base del fusto.

Le foglie, ligulate, di consistenza carnosa, sono di colore verde brillante.

Produce una infiorescenza sorretta da uno stelo lungo sino a 1 m, che raggruppa da 3 a 8 fiori, di colore dal bianco al verde pallido, con sepali e labello dotati di lunghe appendici, con uno sperone molto allungato e due pollinii, ciascuno con un suo viscidio.

## Distribuzione e habitat
La specie è diffusa nelle isole Comore e nel versante orientale del Madagascar, ad altitudini comprese tra 700 e 1.500 m s.l.m..